# Notomma berylinum
Notomma berylinum är en tvåvingeart som beskrevs av Munro 1952. Notomma berylinum ingår i släktet Notomma och familjen borrflugor. Inga underarter finns listade i Catalogue of Life.